# Q code
Les Q-Codes sont une classification contextuelle destinée à l'indexation de la documentation de la médecine de famille conjointement avec la Classification internationale des soins primaires, deuxieme édition CISP2. 
La jonction des deux classifications forment la Classification du contenu de base en médecine générale, médecine familiale (3CGP),,. 
Ils décrivent les activités non cliniques des généralistes. Ces activités non cliniques comprennent, mais sans s'y limiter, les questions de qualité, de continuité et d'éthique médicale.
Les codes CISP2 et Q, contiennent ensemble moins de 1000 descripteurs spécifiques à la médecine de famille ou la médecine générale.

## Voir
- CISP2
- CIM10
- CIM11
- HeTOP sur CISMeF

## QC catégorie de patients
- QC1 Groupe d’âge
  - QC11 Nourrisson
  - QC12 Enfant
  - QC13 Adolescent
  - QC14 Adulte
  - QC15 Personne âgée
- QC2 question de genre
  - QC21 santé de l'homme
  - QC22 santé de la femme
  - QC23 Différence de sexe
  - QC24 Transgenre
- QC3 Haut risque social, Inégalités sociales de santé ou ISS
  - QC31 Sous-groupe ethnique
  - QC32 Réfugié
  - QC33 Sans-abri
  - QC34 Prisonnier
- QC4 Dépendant
  - QC41 Dépendant de médicament sous prescription
  - QC42 Dépendant de drogue de rue
  - QC43 Dépendant du jeu
- QC5 victime de violence
  - QC51 violence basée sur le genre, Violence contre les femmes
  - QC52 maltraitance d'enfant
  - QC53 maltraitance des personnes âgées
  - QC54 Victime de torture
  - QC55 mutilation rituelle
- QC6 survivant

## QD enjeu du médecin
- QD1 communicateur
  - QD11 Rencontre
  - QD12 Relation médecin-patient
  - QD13 Conseil ((en) w:Councelling)
  - QD14 Pensée systémique ((en) w:Systems thinking)
  - QD15 Entrevue motivationnelle ou Entretien motivationnel
- QD2 médecin comme soignant
  - QD21 résolution de problèmes
  - QD22 Globalité Holisme
  - QD23 éducation à la santé
  - QD24 compétence clinique
  - QD25 continuité des soins
  - QD26 Soins palliatifs
  - QD27 planification familiale
- QD3 gestionnaire de soins
  - QD31 gestion du risque de santé
  - QD32 gestion des problèmes de santé
    - QD321 Symptôme médicalement inexpliqué
    - QD322 Multimorbidité (en)
    - QD323 Décision médicale partagée
    - QD324 Fortuitome
    - QD325 Comportement de prescription
    - QD326 Déadoption

  - QD33 évaluation de l'état de santé
  - QD34 Question génétique
- QD4 Prévention clinique
  - QD41 Prévention primaire
  - QD42 Prévention secondaire
  - QD43 Prévention tertiaire
  - QD44 Prévention quaternaire
    - QD441 Surmédicalisation
    - QD442 Fabrication de maladie
    - QD443 Surinformation
    - QD444 Surdépistage (en)
    - QD445 Surdiagnostic
    - QD446 Surtraitement
- QD5 médecine complémentaire
  - QD51 Homéopathie
- QD6 Question médico-légale
- QD7 Image professionnelle
- QD8 équilibre travail-vie

## QE éthique médicale
- QE1 éthique personnelle
- QE2 éthique professionnelle
- QE3 Bioéthique
  - QE31 Euthanasie
- QE4 info-éthique
  - QE41 confidentialité
  - QE42 Consentement éclairé

## QH santé de la planète
- QH1 Santé environnementale
  - QH11 pollution intérieure
  - QH12 Pollution extérieure
- QH2 Risque biologique
- QH3 Risque nucléaire

## QO autres
- QO1 impossible à coder, imprécis
- QO2 acronyme
- QO3 hors du champ de la médecine de famille
- QO4 considérer nouveau code

## QP enjeu du patient
- QP1 sécurité du patient
- QP2 soins centrés sur le patient
  - QP21 Accessibilité
  - QP22 accessibilité temporelle
  - QP23 compétence culturelle
  - QP24 accessibilité économique
  - QP25 acceptabilité
- QP3 Qualité des soins (en) et (en) articles sur la qualité des soins
- QP4 perspective du patient ((en) articles thématisés patients)
  - QP41 satisfaction du patient (en)
  - QP42 connaissances du patient
  - QP43 Autonomie du patient (participation du patient (en))
  - QP44 Culture du patient
  - QP45 dépense du patient
- QP5 comportement de santé
  - QP51 Alimentation du patient
  - QP52 Sexualité du patient
  - QP53 Auto-soin
  - QP54 Médicament en vente libre
- QP6 participation du patient
  - QP61 Réseau social
  - QP7 défense du patient

## QR recherche
- QR1 philosophie des sciences
- QR2 épidémiologie des soins primaires
  - QR21 pharmaco-épidémiologie
  - QR22 recherche basée sur la communauté
- QR3 méthodes de recherche
  - QR31 étude qualitative
  - QR32 étude quantitative
    - QR321 étude cas-témoins
    - QR322 étude de cohorte
    - QR323 étude transversale
    - QR324 étude longitudinale
    - QR325 étude d'intervention

  - QR33 étude mixte
  - QR34 étude de validation
  - QR35 Recherche-action
  - QR36 Rapport de cas
- QR4 réseau de recherche
- QR5 outils de recherche
  - QR51 taxonomie
  - QR52 échelle
  - QR53 état fonctionnel
  - QR54 matériel d'observation
- QR6 avis d'expert
- QR7 économie, soins de santé primaire

## QS structure de la pratique
- QS1 établissement de soins primaires, Soins de santé primaires
  - QS11 gestion de la pratique
  - QS12 économie de la pratique
  - QS13 gestion de l'information de santé
  - QS14 équipement de la pratique
- QS2 garde médicale
- QS3 relation de la pratique
  - QS31 collaboration de la pratique
  - QS32 référence
  - QS33 coordination des soins
- QS4 dispensateur de soins primaires
  - QS41 Médecin de famille
  - QS42 Infirmière praticienne, Infirmier de pratique avancée ou IPA, Infirmière praticienne spécialisée
  - QS43 Sage-femme
  - QS44 professionnel de la santé associé
    - QS441 Kinésithérapeute
    - QS442 Travailleur social

  - QS443 Psychologue
  - QS45 Aidant familial
  - QS46 Pharmacien

## QT gestion des connaissances
- QT1 Enseignement
  - QT11 Méthode pédagogique
  - QT12 (en) Organisation de l'enseignement
  - QT13 (en) évaluation de l'enseignement
    - QT131 Patient simulé (en) (voir aussi patient virtuel)

  - QT14 Organisation académique (en)
- QT2 Formation
  - QT21 étudiant en médecine
  - QT22 Formation professionnelle
  - QT23 éducation médicale continue
  - QT24 Groupe Balint
  - QT25 Formateur
- QT3 Assurance de qualité
  - QT31 Médecine fondée sur des preuves
  - QT32 Recommandation de bonne pratique
  - QT33 Lecture critique (en) de littérature médicale
  - QT34 révision par les pairs
  - QT35 Accréditation
  - QT36 Indicateur de qualité
- QT4 Transfert de connaissance
  - QT41 Publication
  - QT42 (en) échange en ligne de la connaissance
  - QT43 Bibliothèque numérique
  - QT44 Communication électronique
- QT5 (en) Notification de données de santé
  - QT51 Réseau Sentinelles
  - QT52 évènement indésirable
  - QT53 Base de données de santé

On a donc la liste des intitulés des rubrique de chacun des Q-codes. (Version 2.5 novembre 2016); Chaque Q-Code a une définition.